# Encephalartos paucidentatus
Encephalartos paucidentatus — вид голонасінних рослин класу саговникоподібні (Cycadopsida).
Етимологія: лат. pauci — «мало», лат. denta — «зуби» з посиланням на листові, які можуть мати мало чи нуль колючок на краях.

## Опис
Рослини деревовиді; стовбур 6 м заввишки, 40–70 см діаметром. Листки завдовжки 150—250 см, темно-зелені, дуже блискучі; хребет жовтуватий, прямий, жорсткий; черешок прямий, без колючок. Листові фрагменти ланцетні; середні — 15–25 см завдовжки, 20–35 мм завширшки. Пилкові шишки 1–5, яйцевиді, жовті, завдовжки 40–60 см, 12–15 см діаметром. Насіннєві шишки 1–5, яйцевиді, жовті, завдовжки 35–50 см, 20–25 см діаметром. Насіння довгасте, завдовжки 30–35 мм, шириною 18–20 мм, саркотеста червона.

## Поширення, екологія
Країни поширення: ПАР (Мпумаланга); Есватіні. Росте на висотах від 1000 до 1500 м над рівнем моря. Цей вид зустрічається рідко на крутих, часто скелястих схилах в дрібноліссі й гірських кущах. Рослини ростуть в основному між деревами поруч потоків в глибоких ущелинах.

## Загрози та охорона
Дикі популяції постраждали як від діяльності незаконних колекціонерів так і через програми залісення в цьому районі. Популяції відбуваються в англ. Songimvelo Nature Reserve, Malolotja Nature Reserve, Ida Doyer Nature Reserve. Розплідники, тісно пов'язані з сільськими громадами були створені для E. paucidentatus.